# Rinorea macrophylla
Rinorea macrophylla (Decne.) Kuntze – gatunek roślin z rodziny fiołkowatych (Violaceae). Występuje naturalnie w Indiach (na Andamanach i Nikobarach), Tajlandii, Kambodży, Wietnamie, Malezji, Indonezji (na Sumatrze, Jawie i Małych Wyspach Sundajskich) oraz na Filipinach. 

## Morfologia
PokrójZimozielony krzew dorastający do 2 m wysokości.
LiścieBlaszka liściowa ma owalny, eliptycznie podługowaty lub odwrotnie jajowaty kształt. Mierzy 8–20 cm długości oraz 4–9 cm szerokości, jest niemal całobrzega lub ząbkowana na brzegu, ma zbiegającą po ogonku nasadę i spiczasty wierzchołek. Przylistki są szydłowate i osiągają 2–6 mm długości. Ogonek liściowy jest nagi i ma 10–20 mm długości.
KwiatyZebrane w gronach wyrastających z kątów pędów. Mają działki kielicha o eliptycznym kształcie i dorastające do 2–3 mm długości. Płatki są owalnie podługowate, mają żółtozielonkawą barwę oraz 3–5 mm długości.
OwoceTorebki mierzące 15 mm średnicy, o niemal kulistym kształcie.

## Biologia i ekologia
Rośnie w lasach i zaroślach. 